# Tercer Gabinet Dombrovskis
El tercer Gabinet Dombrovskis fou el govern de Letònia entre el 25 d'octubre 2011 i el 22 de gener de 2014. Fou el tercer govern liderat per Valdis Dombrovskis, que fou Primer Ministre des de 2009 fins a 2014. Va iniciar el seu mandat després de les eleccions de setembre de 2011, succeint el segon Gabinet Dombrovskis, que havia governat entre 2010 i 2011.

## Composició
Llista dels ministeris de Letònia encapçalats per ministres del Tercer Gabinet Dombrovskis:
| Càrrec                                                               | Nom                    | Partit               | Dates                                      |
| -------------------------------------------------------------------- | ---------------------- | -------------------- | ------------------------------------------ |
| Primer Ministre                                                      | Valdis Dombrovskis     | Unitat               | 25 d'octubre 2011 - 22 de gener de 2014    |
| Viceprimer Ministre Ministre de Defensa                              | Artis Pabriks          | Unitat               | 25 d'octubre 2011 - 22 de gener de 2014    |
| Ministre d'Afers Exteriors                                           | Edgars Rinkēvičs       | Partit de la Reforma | 25 d'octubre 2011 - 22 de gener de 2014    |
| Ministre d'Economia                                                  | Daniels Pavļuts        | Partit de la Reforma | 25 d'octubre 2011 - 22 de gener de 2014    |
| Ministre de Finances                                                 | Andris Vilks           | Unitat               | 25 d'octubre 2011 - 22 de gener de 2014    |
| Ministre de l'Interior                                               | Rihards Kozlovskis     | Partit de la Reforma | 25 d'octubre 2011 - 22 de gener de 2014    |
| Ministre d'Educació i Ciència                                        | Roberts Ķīlis          | Independent          | 25 d'octubre 2011 - 22 de gener de 2014    |
| Ministre d'Educació i Ciència                                        | Vjačeslavs Dombrovskis | Partit de la Reforma | 2 d'abril de 2013 - 22 de gener de 2014    |
| Ministre de Cultura                                                  | Žaneta Jaunzeme-Grende | Aliança Nacional     | 25 d'octubre 2011 - 16 de setembre de 2013 |
| Ministre de Cultura                                                  | Dace Melbārde          | Aliança Nacional     | 31 d'octubre de 2013 - 22 de gener de 2014 |
| Ministre de Benestar                                                 | Ilze Viņķele           | Unitat               | 25 d'octubre 2011 - 22 de gener de 2014    |
| Ministre de Protecció del Medi Ambient i el Desenvolupament Regional | Edmunds Sprūdžs        | Partit de la Reforma | 25 d'octubre 2011 - 22 de gener de 2014    |
| Ministre de Transport                                                | Aivis Ronis            | Independent          | 25 d'octubre 2011 - 1 de març de 2013      |
| Ministre de Transport                                                | Anrijs Matīss          | Independent          | 1 de març de 2013 - 22 de gener de 2014    |
| Ministre de Justícia                                                 | Gaidis Bērziņš         | Aliança Nacional     | 25 d'octubre 2011 - 21 de juny de 2012     |
| Ministre de Justícia                                                 | Jānis Bordāns          | Aliança Nacional     | 5 juliol 2012 - 22 de gener de 2014        |
| Ministre de Salut                                                    | Ingrīda Circene        | Unitat               | 25 d'octubre 2011 - 22 de gener de 2014    |
| Ministre d'Agricultura                                               | Laimdota Straujuma     | Independent          | 25 d'octubre 2011 - 22 de gener de 2014    |